# Marina Herlop
Marina Herlop (Piera, 1992) és una pianista, cantant i compositora catalana. Ha publicat quatre àlbums en solitari, Nanook (2016), Babasha (2019), Pripyat (2022) i Nekkuja (2024) i és la vocalista i teclista del grup Myōboku. Destaca pel seu estil de fusió entre el classicisme i l'avantguarda, i per fer servir un idioma inventat en les lletres de les seves cançons, barrejant vocabulari de diferents llengües i paraules inventades.

## Formació
Marina Hernández López, coneguda artísticament com Maria Herlop, va iniciar-se al món del piano als 9 anys a l'escola de música de la seva ciutat natal, Piera, on va estudiar fins als 13. Mentre cursava Periodisme i Humanitats a la Universitat Pompeu Fabra, va reprendre les classes de piano que la portarien a accedir al Conservatori Professional de Música de Badalona, on va obtenir el Grau Professional el juny de 2017.

## Àlbums
Un any després de començar a compondre, Herlop va gravar el seu primer disc, Nanook, amb Adri González a la producció, gravació i masterització entre el 14 de febrer i el 23 d'abril de 2016. El disc va ser publicat des de Instrumental Records, la discogràfica del reputat pianista britànic James Rhodes, de la que Herlop en va ser el primer fitxatge. El debut va tenir una bona rebuda entre la crítica, i es va interpretar com un treball a cavall entre el neoclassicisme i la música experimental.
El 2018 es va publicar el seu segon àlbum, Babasha, amb la discografica Aloud Music. La revista musical MondoSonoro va afirmar que el disc és "un treball elegant i melancòlic però també inquietant i vibrant, en una conjunció de per sí turbadora" i hi va llegir influències d'artistes com Björk, Thom Yorke o Joanna Newson.

## Myōboku
Herlop forma part del projecte musical Myōboku juntament amb Oscar Garrobé, membre de Ljubliana and the Seawolf, com a vocalista i teclista. El seu primer EP, titulat com el grup, va sortir el març de 2020. L'estil del grup ha estat definit com a inusual i inclassificable, amb influències que van del space-funk al jazz psicodèlic, avant-garde, art-pop o afro-beat.